# Randolph County (Alabama)
Randolph County ist ein County im Bundesstaat Alabama der Vereinigten Staaten. Der Verwaltungssitz (County Seat) ist Wedowee. Das County gehört zu den Dry Countys, was bedeutet, dass der Verkauf von Alkohol eingeschränkt oder verboten ist.

## Geographie
Das County liegt im Osten von Alabama, grenzt an Georgia und hat eine Fläche von 1513 Quadratkilometern, wovon acht Quadratkilometer Wasserfläche sind. Es grenzt im Uhrzeigersinn an folgende Countys: Chambers County, Tallapoosa County, Clay County und Cleburne County.

## Geschichte
Randolph County wurde am 18. Dezember 1832 aus dem ehemaligen Territorium der Creek-Indianer gebildet. Benannt wurde es nach John Randolph, einem Staatsmann aus Virginia. Wedowee ist seit Gründung des Countys Sitz der Countyverwaltung.

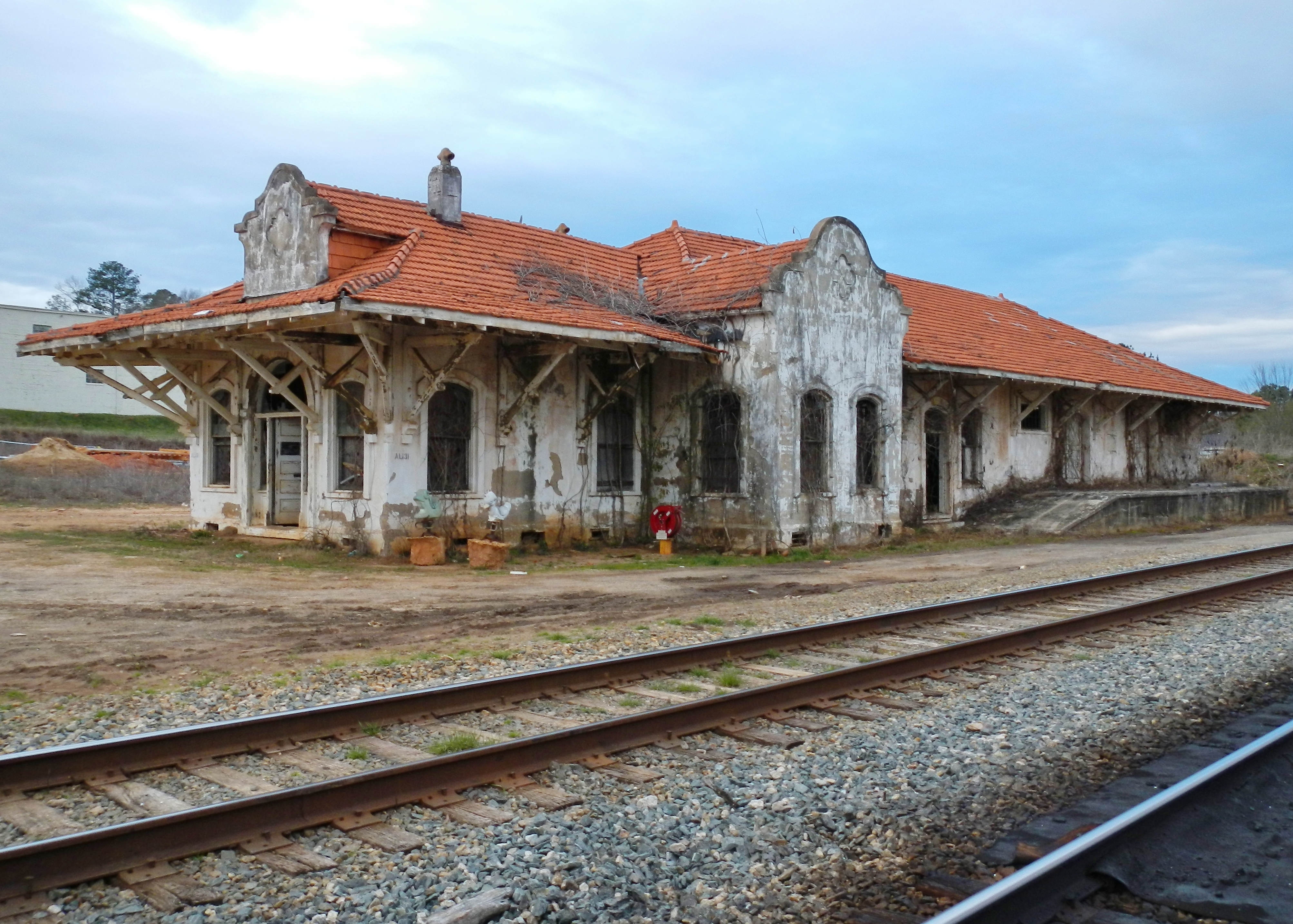
Wadley Railroad Depot (2012)

Drei Bauwerke und Stätten im County sind im National Register of Historic Places (NRHP) eingetragen (Stand 7. April 2020), die McCosh Grist Mill, der Roanoke Downtown Historic District und das Wadley Railroad Depot.

## Demographische Daten
Volkszählung aus dem Jahr 2000 lebten im Randolph County 22.380 Menschen. Davon wohnten 574 Personen in Sammelunterkünften, die anderen Einwohner lebten in 8.642 Haushalten und 6.222 Familien. Die Bevölkerungsdichte betrug 15 Einwohner pro Quadratkilometer. Ethnisch betrachtet setzte sich die Bevölkerung zusammen aus 76,38 Prozent Weißen, 22,24 Prozent Afroamerikanern, 0,20 Prozent amerikanischen Ureinwohnern, 0,22 Prozent Asiaten und 0,34 Prozent aus anderen ethnischen Gruppen; 0,62 Prozent stammten von zwei oder mehr Ethnien ab. 1,22 Prozent der Bevölkerung waren spanischer oder lateinamerikanischer Abstammung.
Von den 8.642 Haushalten hatten 31,1 Prozent Kinder und Jugendliche unter 18 Jahren, die bei ihnen lebten. In 56,2 Prozent lebten verheiratete, zusammen lebende Paare, 12,2 Prozent waren allein erziehende Mütter, 28,0 Prozent waren keine Familien, 25,6 Prozent aller Haushalte waren Singlehaushalte und in 11,5 Prozent lebten Menschen im Alter von 65 Jahren oder darüber. Die Durchschnittshaushaltsgröße betrug 2,52 und die durchschnittliche Familiengröße betrug 3,02 Personen.
25,1 Prozent der Bevölkerung waren unter 18 Jahre alt, 8,7 Prozent zwischen 18 und 24, 26,8 Prozent zwischen 25 und 44, 23,5 Prozent zwischen 45 und 64 und 15,9 Prozent waren 65 Jahre oder älter. Das Durchschnittsalter betrug 38 Jahre. Auf 100 weibliche Personen kamen 93,4 männliche Personen und auf Frauen im Alter von 18 Jahren und darüber kamen 90 Männer.
Das jährliche Durchschnittseinkommen eines Haushalts betrug 28.675 USD, das Durchschnittseinkommen einer Familie 34.684 USD. Männer hatten ein Durchschnittseinkommen von 27.069 USD, Frauen 20.323 USD. Das Prokopfeinkommen betrug 14.147 USD. 12,6 Prozent der Familien und 17,0 Prozent der Einwohner lebten unterhalb der Armutsgrenze.

## Orte im Randolph County
- Almond
- Ava
- Bacon Level
- Barrett Crossroads
- Broughton
- Christiana
- Corinth
- Cornhouse
- Dickert
- Dingler
- Forester Chapel
- Foster Crossroad
- Fuller Crossroad
- Gold Ridge
- Graham
- Harmon Crossroads
- Hawk
- Haywood
- Lee Crossroads
- Lime
- Louina
- Malone
- McCosh Mill
- Milner
- Moores Crossroads
- Morrison Crossroad
- Napoleon
- New Hope
- Newell
- Ofelia
- Omaha
- Paran
- Peavy
- Pine Hill
- Pine Tuckey
- Pooles Crossroad
- Potash
- Roanoke
- Rock Mills
- Sewell
- Springfield
- Swagg
- Taylors Crossroads
- Tennant
- Wadley
- Wedowee
- Wehadkee
- White Crossroads
- White Signboard Crossroad
- Wildwood
- Woodland